# Рубі (Південна Кароліна)
Рубі (англ. Ruby) — місто (англ. town) в США, в окрузі Честерфілд штату Південна Кароліна. Населення — 307 осіб (2020).

## Географія
Рубі розташоване за координатами 34°44′53″ пн. ш. 80°10′45″ зх. д. / 34.74806° пн. ш. 80.17917° зх. д. (34.748160, -80.179137).  За даними Бюро перепису населення США в 2010 році місто мало площу 6,40 км², з яких 6,40 км² — суходіл та 0,00 км² — водойми.

## Демографія
Згідно з переписом 2010 року, у місті мешкало 360 осіб у 148 домогосподарствах у складі 95 родин. Густота населення становила 56 осіб/км².  Було 186 помешкань (29/км²).
Расовий склад населення:
| - 90,6 % — білих - 7,8 % — чорних або афроамериканців - 0,3 % — корінних американців - 1,1 % — осіб інших рас |

До двох чи більше рас належало 0,3 %. Частка іспаномовних становила 0,8 % від усіх жителів.
За віковим діапазоном населення розподілялося таким чином: 25,6 % — особи молодші 18 років, 56,3 % — особи у віці 18—64 років, 18,1 % — особи у віці 65 років та старші. Медіана віку мешканця становила 42,0 року. На 100 осіб жіночої статі у місті припадало 82,7 чоловіків;  на 100 жінок у віці від 18 років та старших — 87,4 чоловіків також старших 18 років.
Середній дохід на одне домашнє господарство  становив 53 832 долари США (медіана — 41 923), а середній дохід на одну сім'ю — 63 182 долари (медіана — 55 625). За межею бідності перебувало 7,4 % осіб, у тому числі 7,5 % дітей у віці до 18 років та 18,3 % осіб у віці 65 років та старших.
Цивільне працевлаштоване населення становило 159 осіб. Основні галузі зайнятості: виробництво — 26,4 %, освіта, охорона здоров'я та соціальна допомога — 26,4 %, роздрібна торгівля — 10,1 %, науковці, спеціалісти, менеджери — 9,4 %.